# Kerk van Nigeria
De Kerk van Nigeria (Engels: Church of Nigeria) is de anglicaanse kerk van Nigeria. De kerk telt ca. 18 miljoen leden, waarvan er elke zondag ongeveer 2 miljoen de kerkdiensten bezoeken, en is, geteld in gedoopte leden, de tweede grootste provincie van de Anglicaanse Gemeenschap, na de Kerk van Engeland.
De kerk bestaat uit 14 provincies en 161 bisdommen. Het hoofdkwartier van de kerk bevindt zich in de Nigeriaanse hoofdstad Abuja. De huidige primaat is Henry Ndukuba.

## Geschiedenis
Al in de 15e eeuw werd het Christendom naar Nigeria gebracht door rooms-katholieke missionarissen uit Portugal. Pas in 1842 kwam de missie vanuit de Kerk van Engeland op gang. In 1864 werd de voormalige slaaf Samuel Ajayi Crowther gekozen tot bisschop. Hij was de eerste zwarte bisschop in de Anglicaanse Gemeenschap.
In 1951 ging Nigeria bij de nieuwe Church of the Province of West Africa (Kerk van de Provincie van West-Afrika) horen, maar al in '79 werd de Kerk van Nigeria hiervan losgemaakt. De kerk kreeg in 2005 toestemming om de Ajayi Crowther University te laten opereren als private universiteit.

## Structuur
De Kerk van Nigeria is verdeeld in veertien kerkprovincies, terwijl dit aantal in 1997 nog maar drie was. Aan elk van deze kerkprovincies staat een metropoliet die tevens aartsbisschop is (zoals gewoonlijk het geval bij een metropoliet) aan het hoofd. Van de veertien aartsbisschoppen geldt er één als de primaat van Heel Nigeria. Sinds 1979 zijn er vijf primaten geweest (per april 2016): Timothy Olufosoye, Joseph Abiodun Adetiloye, Peter Akinola, Nicholas Okoh en de huidige primaat Henry Ndukuba.

### Lijst van Primaten van Heel Nigeria
| Afbeelding | Persoon Primaat en aartsbisschop         | Periode      | Opmerking(en)                                                       |
| ---------- | ---------------------------------------- | ------------ | ------------------------------------------------------------------- |
|            | Timothy O. Olufosoye (c. 1907/1912-1992) | 1979 - 1986  | Bisschop van Ibadan (1971-)                                         |
|            | Joseph Abiodun Adetiloye (1929-2012)     | 1986 - 1999  | Bisschop van Lagos (1985-1999)                                      |
|            | Peter Jasper Akinola (1944-)             | 2000 - 2010  | Bisschop van Abuja (1989-2002); Aartsbisschop van Abuja (2002-2010) |
|            | Nicholas Okoh (1952-)                    | 2010 - 2020  | Aartsbisschop van Abuja (2010-2020)                                 |
|            | Henry C. Ndukuba (1961-)                 | 2020 - heden | Aartsbisschop van Abuja (2020-)                                     |

## Relaties met andere anglicanen
De als conservatief geldende Kerk van Nigeria botst regelmatig met de liberale anglicaanse kerkprovincies uit de Verenigde Staten (Episcopaalse Kerk van Amerika) en Canada (Anglicaanse Kerk van Canada). Zo stond Peter Akinola bekend als leider van de conservatieven in de Anglicaanse Gemeenschap. Hij dreigde er bijvoorbeeld mee uit de Gemeenschap te stappen nadat de Episcopaalse Kerk van Amerika in 2003/2004 Gene Robinson als bisschop had ingezegend, een man in een openlijke homoseksuele relatie. Uiteindelijk zou de Kerk van Nigeria haar begrip van de Anglicaanse Gemeenschap herdefiniëren. Waar de Anglicaanse Gemeenschap eerder werd omschreven als 'de provincies in communie met Canterbury' (d.w.z. de Aartsbisschop van Canterbury), werd de definitie gewijzigd naar 'alle kerken, bisdommen en provincies die vasthouden aan het historische geloof, doctrine, sacrament en discipline van de enige heilige, katholieke en apostolische Kerk.' In datzelfde jaar begon de Kerk van Nigeria met samenwerkingen met twee orthodoxe anglicaanse kerken uit de Verenigde Staten en Canada van buiten de Anglicaanse Gemeenschap. In 2006 voegden conservatieve anglicanen uit de Amerikaanse staat Virginia die het standpunt van de Episcopaalse Kerk van Amerika over homoseksualiteit afwijzen zich bij de Kerk van Nigeria. Zij werden daarmee een missionair gebied van de Kerk van Nigeria. Sinds 2009 is de Kerk van Nigeria in communio met een conservatieve anglicaanse kerk uit de VS en Canada (Anglicaanse Kerk in Noord-Amerika) die buiten de Anglicaanse Gemeenschap staat.
In 2016 werd de Episcopaalse Kerk van Amerika door de Anglicaanse Gemeenschap bestraft vanwege het toestaan van het homohuwelijk. De organisatie van conservatieve anglicanen uit de Anglicaanse Gemeenschap (GAFCON), waar de Kerk van Nigeria bij hoort, had hiertoe aangedrongen. In een statement voegde GAFCON nog toe dat deze straf "niet gezien moet worden als een einde, maar als een begin". Daarmee lijkt er een conflict te blijven bestaan tussen de Kerk van Nigeria en de liberale kerken uit Noord-Amerika.

## Relatie met de Rooms-Katholieke Kerk
In 2009 nodigde de Rooms-Katholieke Kerk de traditionele anglicaanse kerken uit om toe te treden tot de Rooms-Katholieke Kerk. De Kerk van Nigeria reageerde dat zij zeker openstaat voor de oecumenische dialoog en dezelfde morele theologie deelt, maar tegelijk meende zij dat de GAFCON-kerken de conservatieve anglicanen van Afrika al voorzien in hun spirituele en pastorale behoeften.